# Санчес-Хихон, Айтана
Айта́на Са́нчес-Хихо́н де Анхелис (исп. Aitana Sánchez-Gijón de Angelis; или Айтана Санчес-Хихон, исп. Aitana Sánchez-Gijón; 5 ноября 1968, Рим) — итало-испанская актриса.

## Биография
Айтана родилась в Риме в семье итальянки и испанца. Первая роль в кино в испанском фильме «Последний романс» (1986 г.). В 1998—2000 гг. была президентом Академии кинематографических искусств и наук Испании (исп. Academia de las Artes y las Ciencias Cinematográficas de España). В 1999 году она снялась во франко-испанском фильме режиссёра Бигаса Луны «Обнажённая Маха» (Volaverunt) в роли герцогини Альбы за которую получила «Серебряную раковину лучшей актрисе» на Кинофестивале в Сан-Себастьяне. В 2000 году была членом жюри 53-го Каннского фестиваля. В 1998—2002 годах возглавляла Испанскую академию кинематографических искусств и наук.
В 2003 году актрису можно было увидеть в криминальном триллере «Я не боюсь». Фильм был номинирован на премию Золотой медведь Берлинского кинофестиваля. В 2004 году — в психологическом триллере «Машинист» с Кристианом Бейлом в главной роли. В начале февраля 2022 года в российский прокат вышла картина Педро Альмодовара «Параллельные матери» при участии Айтаны. В фильме также сыграла Пенелопа Крус.

## Личная жизнь
В сентябре 2002 года Айтана вышла замуж за аргентинского скульптора и художника Папина Луккадане (исп. Papin Luccadane). У неё двое детей.

## Фильмография
| Год       |    | Русское название                | Оригинальное название                                  | Роль              |
| --------- | -- | ------------------------------- | ------------------------------------------------------ | ----------------- |
| 1986      | ф  | Последний романс (фильм, 1986)  | Romanza final (Gayarre)                                | Алисия            |
| 1987      | ф  |                                 | Redondela                                              | Луиса Пенья       |
| 1987      | тф | Казанова                        | Casanova                                               | Тереса            |
| 1988      | ф  | Харрапельехос                   | Jarrapellejos                                          | Исабель           |
| 1988      | ф  | Грести по ветру (фильм, 1988)   | Remando al viento                                      | Teresa Guiccioli  |
| 1988      | ф  |                                 | No hagas planes con Marga                              | Чаро              |
| 1988      | ф  |                                 | Viento de cólera                                       | Мария             |
| 1989      | ф  | Спуститься за покупками         | Bajarse al moro                                        | Елена             |
| 1989      | ф  |                                 | El mar y el tiempo                                     | Mer               |
| 1990—1990 | с  |                                 | Don Rock (Эпизод #1.6)                                 |                   |
| 1990      | ф  | Монах                           | The Monk                                               | сестра Инес       |
| 1990      | тф |                                 | La huella del crimen 2: El crimen de Perpignán         | Иветта Ромеро     |
| 1991—1991 | с  |                                 | El Quijote de Miguel de Cervantes (Эпизоды #1.4, #1.5) | Доротея           |
| 1992      | ф  |                                 | Havanera 1820                                          | Амелия            |
| 1992      | ф  | Скрытые желания                 | Deseo oculto                                           |                   |
| 1993      | ф  | Греческий лабиринт              | El laberinto griego                                    | Бернадетта        |
| 1993      | ф  | Птица счастья (фильм, 1993)     | El pájaro de la felicidad                              | Нани              |
| 1993      | ф  | Идеальный муж                   | El marido perfecto                                     | Клара             |
| 1993      | тф |                                 | Moscacieca                                             | Бьянка            |
| 1994      | тф |                                 | La mujer de tu vida 2: La mujer impuntual              | Лаура             |
| 1995      | ф  | Прогулка в облаках              | A Walk in the Clouds                                   | Виктория Арагон   |
| 1995      | ф  | Закон границы                   | La ley de la frontera                                  | Барбара           |
| 1995      | ф  | Лицом к лицу (фильм, 1995)      | Boca a boca                                            | Аманда            |
| 1995—1995 | с  |                                 | La regenta (Эпизоды #1.1, #1.2, #1.3)                  | Ана Осорес        |
| 1996      | ф  | Легенда о Бальтазаре-кастрате   | La leyenda de Balthasar el Castrado                    | Мария де Лоффредо |
| 1996      | ф  | Опасности любви                 | El amor perjudica seriamente la salud                  | модель            |
| 1997      | ф  | Криминальный роман              | Love Walked In                                         | Викки Ривас       |
| 1997      | ф  | Танго на двоих                  | Sus ojos se cerraron y el mundo sigue andando          | Хуанита           |
| 1997      | ф  | Горничная с «Титаника»          | La femme de chambre du Titanic                         | Мария             |
| 1998      | ф  | Йерма                           | Yerma                                                  | Йерма             |
| 1999      | ф  | Ревность (фильм, 1999)          | Celos                                                  | Кармен            |
| 1999      | ф  | Обнаженная Маха (фильм, 1999)   | Volavérunt                                             | герцогиня Альба   |
| 1999      | ф  |                                 | Ruleta                                                 | 4-я жена          |
| 2000      | ф  | Без следа (фильм, 2000)         | Sin dejar huella                                       | Ана               |
| 2001      | ф  | Прелесть моя                    | Mi dulce                                               | Анхела            |
| 2001      | ф  | Счастливые люди                 | Hombres felices                                        | Ана               |
| 2003      | ф  | Я не боюсь                      | Io non ho paura                                        | Анна              |
| 2003      | ф  | Настоящий мужчина (фильм, 2003) | Un homme, un vrai                                      | Долорес           |
| 2003      | тф | Письмо с угрозами               | Carta mortal                                           | Мария             |
| 2004      | ф  | Машинист                        | El Maquinista                                          | Мэри              |
| 2003      | ф  | Раненые животные                | Animals ferits                                         | Клаудиа           |
| 2006      | ф  | Лес теней                       | Bosque de sombras                                      | Изабель           |
| 2008      | ф  | Говори со мной о любви          | Parlami d'amore                                        | Николь            |
| 2011      | ф  | Мактуб                          | Maktub                                                 | Беатрис           |
| 2022      | ф  | Параллельные матери             | Madres paralelas                                       | Тереза            |

## Признание
- премия Франсиско Рабаля на Неделе испанского кино в Мурсии (1989) за роль в фильме Ветер гнева.
- премия АСЕ (Нью-Йорк, 1998) за лучшую женскую роль в фильме Лицом к лицу.
- кинопремия Барселоны за лучшую женскую роль (2005) в фильме Машинист.
- ряд театральных и телевизионных премий.